# Cheilotrichia basalis
Cheilotrichia basalis är en tvåvingeart som först beskrevs av Alexander 1921.  Cheilotrichia basalis ingår i släktet Cheilotrichia och familjen småharkrankar. Inga underarter finns listade i Catalogue of Life.